# Thomas Platter

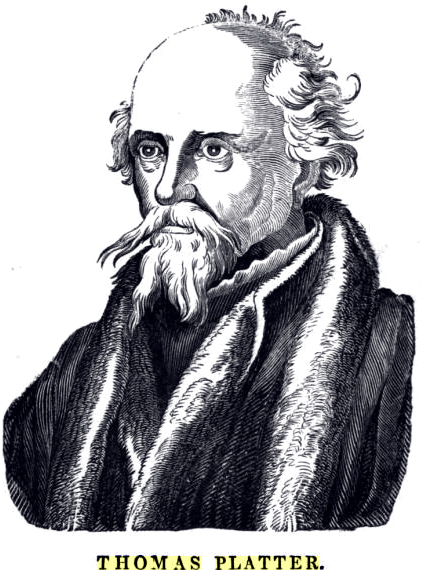
Thomas Platter.

Thomas Platter (den äldre), född 10 februari 1499 i Grächen i Valais, död 26 januari 1582 i Basel, Schweiz, var en schweizisk lärd och humanist samt författare. Han har blivit känd för sina memoarer från 1573, som handlar om hans liv och resa från analfabet och getaherde till professor och välkänd lärd. Memoarerna lästes av bland andra Goethe.
Platter behärskade ett stort antal språk, som latin, grekiska och hebreiska. Han umgicks i kretsar av människor som Ulrich Zwingli och Oswald Myconius, och förmedlade Zwinglis reformerta läror till katolska kantoner i Schweiz, med fara för sitt liv. Zwingli propagerade bland annat för manuellt arbete, och i den andan tog Platter upp yrket som repslagare. Som mångspråkig repslagare väckte han uppmärksamhet, och på Johannes Oporinus initiativ fick han i undervisa i hebreiska på Sankt Leonardsskolan, ofta i sina grova arbestkläder. Med Oporinus kom han senare att driva ett tryckeri, som dock lades ner efter att Hieronymus Froben drog in sina beställningar från tryckeriet.
På Erasmus av Rotterdams inrådan började han intressera sig för pedagogik, och blev folkskollärare i Valais. Hans söner Felix Platter och Thomas Platter den yngre studerade bägge medicin.